# Striped Hill
Der Striped Hill (englisch für Gestreifter Hügel) ist ein kleiner, eisfreier und 90 m (nach Angaben des UK Antarctic Place-Names Committee rund 125 m) hoher Hügel im Norden des Grahamlands auf der Antarktischen Halbinsel. An der Südküste der Trinity-Halbinsel ragt er 1,5 km ostnordöstlich des Church Point auf.
Wissenschaftler des Falkland Islands Dependencies Survey kartierten und benannten ihn 1946 deskriptiv. Namensgebend ist die Bänderung in einem seewärtigen Kliff des Hügels.